# Francisco Plancarte y Navarrete
Francisco Plancarte y Navarrete (Zamora, Michoacán, México, 21 de octubre de 1856 - Monterrey, Nuevo León, México, 2 de julio de 1920), fue el primer obispo de la diócesis de Campeche, el segundo de la diócesis de Cuernavaca y el cuarto de la diócesis de Linares. Se interesó en la arqueología e historia de México, fue escritor y académico.

## Semblanza biográfica
Recibió las primeras enseñanzas por parte de su tío Antonio Plancarte y Labastida en su ciudad natal.  En 1870, a la edad de trece años, viajó a Roma para estudiar en el Pontificio Colegio Pio Latino Americano. Diez años más tarde fue ordenado sacerdote por el cardenal Raffaele Monaco La Valletta. Obtuvo un doctorado en Filosofía, Teología y Derecho canónico y aprendió a hablar latín, griego, hebreo, inglés, francés e italiano. Viajó por Tierra Santa y regresó a México en 1883.
Fue profesor y rector del Colegio de San Luis en Jacona, lugar en donde comenzó a formar una colección de piezas arqueológicas, especialmente de la cultura purépecha. Fue profesor y vicerrector del Colegio de San José en Tacuba y profesor en el Seminario de México. En 1892 era cura de Tacubaya, durante el marco de la  Celebración del IV Centenario del Descubrimiento de América viajó a Madrid en donde presentó su colección arqueológica, por lo que fue nombrado caballero de la Orden de Isabel la Católica.
Fue nombrado primer obispo de Campeche el 17 de septiembre de 1895 por el papa León XIII, tomando posesión de la diócesis el 26 de noviembre de 1896.  En 1898, fue preconizado obispo de Cuernavaca en donde fundó el Colegio Santa Inés.  Fue arzobispo de Monterrey de 1912 a 1920. Durante la época de la Revolución mexicana fue desterrado, por tal motivo, vivió en La Habana, San Antonio y Chicago. 
Regresó a México en mayo de 1919, fue nombrado miembro fundador de la Academia Mexicana de la Historia, se le asignó el sillón 2.  En su colección arqueológica destacan algunas figurillas con rasgos olmecas, las cuales fue descubriendo a lo largo de su vida en Hidalgo, Chalco, Ameca, Tlayacapan y en la zona norte del actual estado de Morelos. Murió el 2 de julio de 1920.

## Obras publicadas
- Apuntes para la geografía del Estado de Morelos, en 1909.
- Tamoanchán: el estado de Morelos y el principio de la civilización en México.
- Colección de documentos inéditos y raros para la historia eclesiástica mexicana.
- Antonio Plancarte y Labastida, abad de Santa María de Guadalupe: su vida, sacada principalmente de sus escritos, en 1914.
- Prehistoria de México, publicación póstuma en 1923.